# Штотцинг
Штотцинг (нем. Stotzing) — политическая община (нем. Gemeinde) в Австрии, в федеральной земле Бургенланд. 
Входит в состав политического округа Айзенштадт-Умгебунг.  Население составляет 802 человека (на 31 октября 2011 года). Занимает площадь 1.289,02 га. Официальный код  —  103 21.

## Политическая ситуация
Бургомистр общины — Вольфганг Костенвайн (АНП) по результатам выборов 2007 года.
Совет представителей общины (нем. Gemeinderat) состоит из 13 мест.
- АНП занимает 8 мест.
- СДПА занимает 5 мест.